# Rastlinstvo in živalstvo Omana
Prostoživeče živali in rastline Omana so rastlinstvo in živalstvo te države na jugovzhodnem kotu Arabskega polotoka, z obalami Omanskega zaliva in Arabskega morja. Podnebje je vroče in suho, razen na jugovzhodni obali, država pa ponuja različne habitate za prostoživeče živali, vključno z gorami, dolinami, puščavami, obalnimi nižinami in morskimi obalami.

## Geografija
Na severu države je majhna eksklava z razgibano obalo ob Hormuški ožini. To je polotok Musandam in je od preostalega Omana ločen z delom Združenih arabskih emiratov. Država na severu glavnega dela Omana je gorata, gorovje Hadžar sega do okoli 3000 m  nadmorske višine. Poteka vzporedno z obalo Omanskega zaliva, vmes pa je ozka obalna nižina. To prečkajo številni vadiji in ima več oaz. Osrednji Oman sestavlja planota, ki jo na zahodu omejuje puščava Rub al-Hali, ki sega v Saudovo Arabijo. Obala v vzhodnem in južnem Omanu je pusta. Na jugu države v governoratu Dofar potekajo gore v smeri vzhod-zahod in vključujejo naravni rezervat Džebel Samhan s površino 4500 km² in z najvišjo točko na približno 2100 m ter Dorfarsko pogorje, ki sega še v Jemen.
Podnebje je na splošno zelo vroče, s temperaturami, ki se sredi poletja dvignejo do 40 °C ali več. V gorovju Hadžar na severu letno pade približno 25 cm dežja. Večina države je zelo suha, z izjemo jugovzhodnega obalnega območja, ki je vlažno in je podvrženo harefu, sezonskemu jugovzhodnemu monsunu. ki na obalna območja prinaša dež in meglo. Poleti je vremenski vzorec na celotnem Arabskem polotoku zelo statičen, nad tem območjem pa stacioniran vremenski sistem nizkega zračnega tlaka. Notranjost puščave z nizkim albedom se segreje in vroč zrak se dviga, vendar je vlažnost tako nizka, da oblaki ne nastanejo. Zaradi prahu, ki se dvigne visoko, povzroči občutek meglice, ki jo pogosto vidimo tukaj.

## Rastlinstvo
V vzhodni Arabiji je bilo zabeleženih več kot štiristo vrst rastlin. Najbolj znana je verjetno Boswellia sacra, splošno znana kot kadilo, ki raste le v gorah južnega Omana, Jemna in Somalije. Čeprav je veliko delov obale skalnatih, so obalne ravnice regij Al Batinah in regije Dofar obrobljene s sipinami in slanimi močvirji. Tu uspevajo slanoljubne rastline, prevladujoče vrste pa so Zygophyllaceae, morska sivka (Limonium paulayanum ) in bela mangrova (Avicennia marina). Številne rastline Al Batine, ki so odporne na sol, se razlikujejo od rastlin na južni obali, rastline, kot so Salsola drummondii, Bienertia cycloptera in Salsola rosmarinus, pa najdemo tudi v iransko-turanski regiji.
Sabke (slane ravnice) s hiperslanimi pogoji so običajno brez vegetacije. V nekaterih primerih se v teh sabkah, znanih kot nabkas, zaradi relativno nižje ravni slanosti, lahko rastlinstvo nastani na majhnih peščenih gomilah.
Na jugu države monsunske padavine ustvarijo bogastvo vegetacije, ki je ni v bolj sušnih regijah.

## Živalstvo
Eno zadnjih krajev, kjer je preživel arabski leopard, je gorovje Dofar v južnem Omanu, zato je bil ustanovljen naravni rezervat Džebel Samhan za zaščito teh kritično ogroženih velikih mačk. Druge mesojede živali, ki so prisotne v rezervatu, so progasta hijena (Hyaena hyaena), Blanfordova lisica (Vulpes cana) in afriška divja mačka (Felis lybica lybica). Osrednji del Omana ima obsežne odseke prodnate puščave z zelo malo vegetacije. Zavetišče arabskega oriksa (Oryx leucoryx) je bilo postavljeno tukaj, da bi pomagal pri njegovem ohranjanju, je pa tudi zatočišče za golšasto gazelo (Gazella subgutturosa), arabsko gazelo (Gazella gazella), nubijskega kozoroga (Capra nubiana), medarskega jazbeca, navadno lisico, karakala, saharsko mačko in afriško divjo mačko (Felis lybica lybica).
V Omanu je bilo zabeleženih več kot petsto vrst ptic. Nekatere od teh so gnezdilke, druge prispejo spomladi, da se razmnožijo in jeseni odidejo. Še več jih je v tranzitu na selitvenih poteh med Palearktiko, Afriko in Indijsko podcelino. Vzhodno obalo s svojimi blatnimi ravnicami in lagunami obiskujejo številne vrste pobrežnikov, območja z mangrovami pa so dom indijske pribe (Vanellus indicus) in vodomca  Todiramphus chloris. Obala in priobalni otoki so dom galebov, čiger in kormoranov. Gorski sever države na prehodu privablja številne pevce, puščavska območja so dom ogroženih ovratnice (Chlamydotis undulata), peščene jerebice (Ammoperdix heyi)), štirih vrst stepskih kokošk, puščavskih škrjancev (Ammomanes deserti), cipe, kupčarja in strnadov. Gore dodatno privabljajo planinske orle in egiptovske jastrebe. Regija Dofar na jugu ima veliko različnih gnezdečih in selitvenih vrst. Omanska sova (Strix butleri) je vrsta sove, odkrita leta 2013, in naj bi bila edina endemična ptica v Omanu.
Oman ima približno štiriinšestdeset vrst plazilcev; to so kuščarji, skinki, gekoni, agame in ena vrsta kameleonov. Večina od približno ducata vrst kač v državi je neškodljivih, vendar so nenavadni gad, gad, gad in kobra strupeni. Obstajajo samo tri vrste dvoživk, ena od njih je Dofarska krastača. Število sladkovodnih rib v državi je omejeno, ker je le malo stalnih vodnih teles. Oman garra je ena riba, ki jo najdemo v severnih gorah in ima tudi slepo različico, ki živi v jamah.
Oman je tudi bogat z morsko raznolikostjo, zlasti kiti in delfini. Obstaja populacija kitov grbavcev, ki je morda najbolj izolirana, verjetno najbolj ogrožena in edina neselitvena populacija na svetu. V bližini Maskata so drugi kiti grbavci, pritlikavi modri kiti, kiti Bryde, kiti glavači, lažni kiti ubijalci, Rissovi delfini, delfini vrtavke, delfini pliskavke, indo-pacifiški delfini grbavci in občasni kiti ubijalci.

## Ohranjanje
Oman se bolj kot nekatere njegove sosede zaveda potrebe po ohranitvi divjih živali. Je podpisnica številnih pogodb o globalnih vprašanjih, številna območja pa so bila določena kot naravni rezervati. Sprejeti so bili ukrepi za zaščito plaž, kjer se razmnožujejo ogrožene orjaške črepahe (Chelonia mydas), ustanovljen je bil sklad za ohranitev leopardov in ustanovljeno je bilo Zatočišče arabskega oriksa, ki je leta 1994 postalo Unescov seznam svetovne dediščine. Omanska vlada je kasneje zmanjšala velikost zaščitenega območja za približno 90 %, da bi omogočila iskanje nafte, leta 2007 pa je svetišče postalo prvo območje svetovne dediščine, ki je bilo umaknjeno s seznama.